# روابط ارمنستان و چین
روابط خارجی بین ارمنستان و چین وجود دارد. اولین اشارات به تماس ارمنی‌ها و مردم چینی در آثار مورخ قرن پنجم موسی خورنی و جغرافیدان و ریاضیدان قرن ششم ، آنانیا شیراکاتسی یافت می‌شود. جمهوری خلق چین در ۲۷ دسامبر ۱۹۹۱ ارمنستان را رسماً به رسمیت شناخت. روابط دیپلماتیک بین ارمنستان و جمهوری خلق چین در ۶ آوریل ۱۹۹۲ برقرار شد. سفارت چین در ارمنستان در ژوئیه ۱۹۹۲ تأسیس شد، در حالی که سفارت ارمنستان در چین در ۱۰ اوت ۱۹۹۶ فعالیت خود را آغاز کرد سفیر ارمنستان در چین در سفارت پکن اقامت دارد.
روسای جمهور ارمنستان، لوون تر-پتروسیان و رابرت کوچاریان در ماه مه ۱۹۹۶ و سپتامبر ۲۰۰۴ از چین بازدید کردند. رئیس‌جمهور سرژ سرکیسیان در ماه مه ۲۰۱۰ برای شرکت در مراسم افتتاحیه " اکسپو ۲۰۱۰ " در چین حاضر بود. بازدیدهای سطح بالا از چین به ارمنستان شامل بازدید اعضای کمیته دائمی پلیتبوروی حزب کمونیست چین در سپتامبر ۲۰۰۳ و لی چانگچون در آوریل ۲۰۱۱ بود.

## تاریخچه
اولین روابط بین مردم ارمنستان و چین به حدود سال ۱۰۰۰ میلادی بازمی‌گردد. در زبان چینی، «ارمنستان» به صورت «یا-می-نی-یا» (Ya-mei-ni-ya) تلفظ می‌شود. این چهار کاراکتر به‌طور لغوی به معنی “دختر زیبا آسیاً است. در افسانه‌ها و داستان‌های عامیانه ارمنی، چین به عنوان سرزمین چنُس، چینوماچین یا چینستان نامیده می‌شود. برخی از آثار ادبی کهن ارمنی دارای نشانه‌هایی از نمادهای فرهنگی چین هستند. به عنوان مثال، طراحی‌های کیلین، فن‌هوانگ و چرخ دارما در انجیل ارمنی وجود دارد.
ارمنیان به منظور تجارت به چین سفر می‌کردند و ابریشم، پرسلان، یشم، پارچه‌های گلدوزی شده و سایر کالاها را از چین به ارمنستان از طریق جاده ابریشم وارد می‌کردند. در چین، تقاضای زیادی برای داروهای ارمنی، سبزیجات، رنگ‌های معدنی و حشرات وجود داشت، به ویژه کوشینل ارمنی که برای رنگ‌آمیزی بهترین ابریشم‌های چینی و هندی استفاده می‌شد.
چینی‌جات و سلادونیت‌های کشف شده در خلال کاوش‌های باستان‌شناسی شهرهای ارمنی گارنی، دوین، آنی و قلعه آمبرد، گواهی بر تجارت اقتصادی ارمنی-چینی در دوران اولیه قرون وسطی هستند.
موسی خورنی، آنانیا شیراکاتسی، استپانوس اربلیان و هتوم یکم دربارهٔ چین، فرهنگ چین و مردم چین نوشتند.
در زمان امپراتوری مغول، روابط بین ارمنستان و چین شکوفا شد و این منجر به مهاجرت تعدادی از ارمنیان به چین گردید. همکاری بین این دو فرهنگ توسعه‌های قابل توجهی در زمینه تجارت و بازرگانی را به همراه داشت. در سال ۱۶۸۸، کمپانی هند شرقی بریتانیا به پتانسیل تاجران ارمنی پی برد و به آنها اجازه دسترسی به تجارت دریایی چین را داد که این ارتباط را مستحکم‌تر کرد. ارمنیان از این فرصت بهره‌برداری کردند و مراکز تجاری دریایی مهمی در بندرها بزرگی مانند شانگهای و ماکائو تأسیس کردند. این امر نه تنها تبادل کالاها را تسهیل کرد، بلکه به تعاملات فرهنگی بین جوامع ارمنی و چینی کمک کرد و اهمیت ارمنستان را در زمینه تجارت بین‌المللی در آن دوره نشان داد.
در ۲۷ دسامبر ۱۹۹۱، چین رسما ارمنستان را به عنوان یک کشور مستقل به رسمیت شناخت. در ۶ آوریل ۱۹۹۲ بسیاری از کشورهای آسیای مرکزی با چین روابط دیپلماتیک برقرار کردند. در ژوئیه ۱۹۹۲، چین سفارتی را در پایتخت ارمنستان، ایروان تأسیس کرد. در سال ۱۹۹۶، ارمنستان سفارت خود را در پکن تأسیس کرد.

## نمایندگی‌ها
- ارمنستان در پکن سفارت دارد.
- چین در ایروان سفارت دارد.

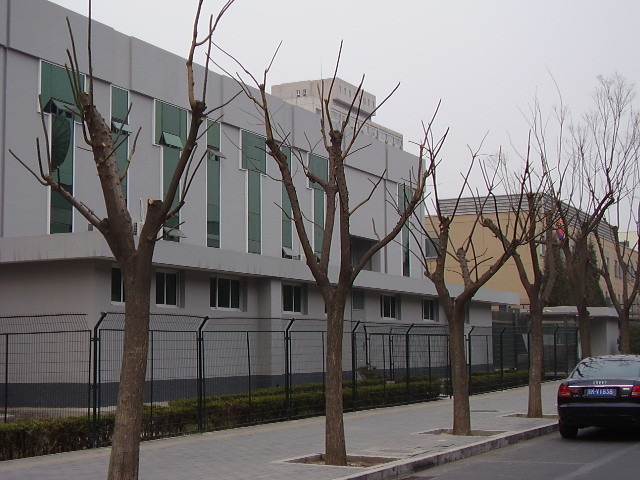
سفارت ارمنستان در پکن
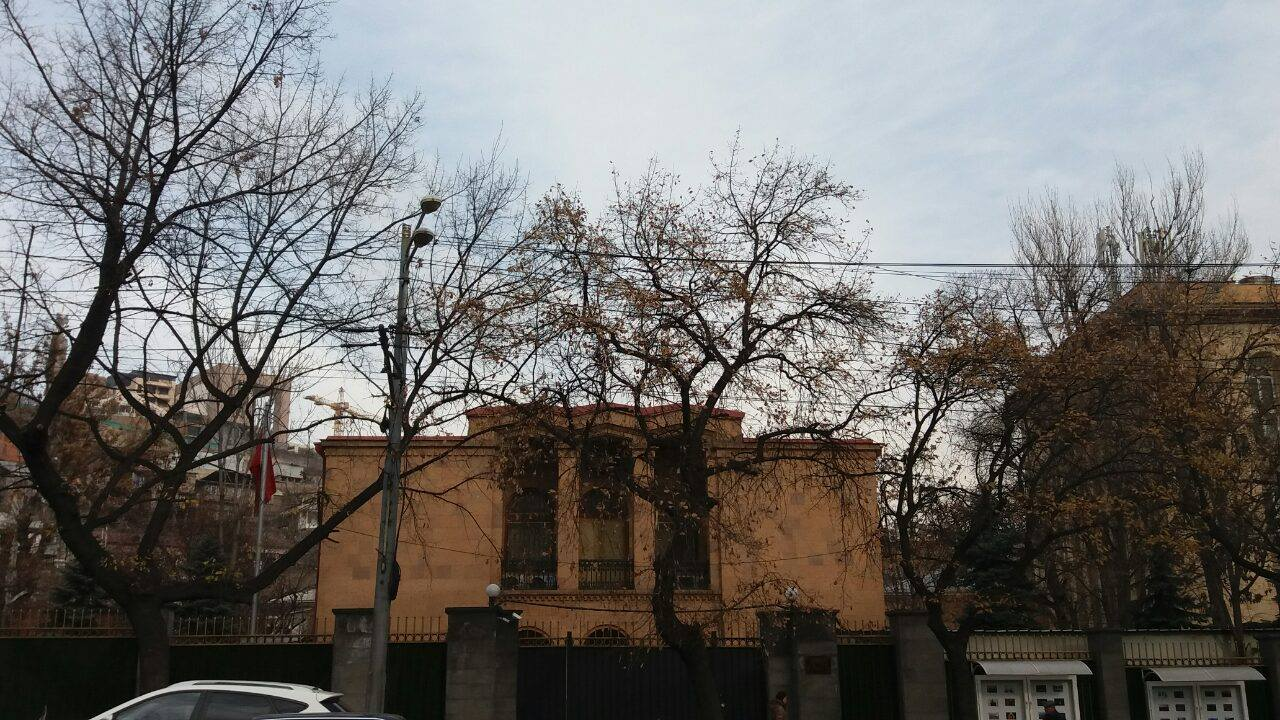
سفارت چین در ایروان